# Probezzia albitibia
Probezzia albitibia är en tvåvingeart som beskrevs av Wirth 1971. Probezzia albitibia ingår i släktet Probezzia och familjen svidknott. Inga underarter finns listade i Catalogue of Life.